# Dániel Gyurta
Dániel Gyurta, född 4 maj 1989 i Szombathely, Vas, är en ungersk simmare och tidigare världsrekordhållare på 200 meter bröstsim som han satte den 1 augusti 2012 under OS . När han var endast 15 år gammal vann han en silvermedalj (med tiden 2.10.80) i herrarnas 200 meter bröstsim på Sommar-OS 2004. Sin första guldmedalj på OS vann han 2012 i London på distansen 200 meter bröstsim.
På Världsmästerskapen i simsport 2009 vann han en guldmedalj på 200 meter bröstsim. Han är även känd som Dani. 

### Fotnoter
1. ↑  ”Dániel Gyurta Bio, Stats, and Results - Olympics at Sports.reference.com”. sportsreference.com. Sportsreference. Arkiverad från originalet den 21 november 2015. https://web.archive.org/web/20151121152647/http://www.sports-reference.com/olympics/athletes/gy/daniel-gyurta-1.html. Läst 3 december 2015.